# 日本写真工芸社
日本写真工芸社（にほんしゃしんこうげいしゃ、日本寫眞工藝社）とは、1940年に設立された、グラフ雑誌関連の制作会社・出版社。少なくとも、1945年までは存続している。
日本写真工芸社は大阪の印刷会社・サン製版印刷所（のち日本製版株式会社？）社長の久保専治が、画家・デザイナーの橋本徹郎を巻き込むことにより、1940年9月に設立された（久保が社長、橋本は総務部長）。当初からまたは途中から、内閣情報局の管下にあった。本社は東京・京橋の明治屋本社ビルの向かいにあった。しかし、1945年には、空襲を避けて、駒場に移転したという（社長自宅近くの一軒家）。
1940年12月には海外向け欧文対外宣伝グラフ雑誌である『VAN』を創刊し（日本写真工芸社が発行元。ただし、刊行は1号だけらしい）、1941年6月（または4月）には対共産圏宣伝誌『NDI Nippon Deutschland Italia』（副題：Bericht in Wort und Bild。発行元は日独伊親善協会。独伊日3ヶ国語併記）を創刊した。また、そののちフィリピン向け対外宣伝誌『NIPPON PHILIPPIN』も刊行していた。雑誌製作以外にも、宣撫用ポスター、活字（ビルマ語）などの制作も行った。
日本写真工芸社の初代の総編集局長は、名取洋之助の国際報道工芸株式会社を退いていた河野鷹思（1941年7月頃まで）、写真部長は田村茂（1941年初頭まで）、美術部長は、もと三省堂の高橋錦吉（たかはし・きんきち。1941年6月頃まで）であった。その他、写真部には佐竹晴雄、佃隆之ら、美術部には、のちに、高橋に誘われて入社した熊田五郎、編集部には草野天平などが在籍した。
『VAN』創刊号は、LIFE誌を強く意識して模倣したつくりで、河野と橋本の共同編集であった。表紙デザインは高橋、表紙写真は田村である。本文の写真は、田村以外に、木村伊兵衛、佃隆之、杉山吉良、藤本四八、山川益男、古賀乾一、大門八郎らの作品が、本文の挿絵は、小野佐世男、加藤悦郎、清水崑らの作品が使われている。また、『NDI』のデザインは、河野が行ったものだと推定されている。
熊田によると、熊田入社時（1943年）には、社のデザイナーは二派に分かれ、熊田は一方の派である「稲垣派」に属し、熊田の活躍もあって、稲垣派は「NIPPON PHILIPPIN」の仕事を独占したという。また、熊田は、美大の先輩の「松野」が社にいた関係で、松野と仲のいい「稲垣」の派に加わったという記述を残しているが、ここでいう「松野」・「稲垣」の下の名前については言及されていない。
上記の雑誌に関する情報（いつまで刊行が継続し、全体で何号刊行されたかなど）を含めて、日本写真工芸社については、あまり文献が存在せず、その全貌は明らかになっていない（特に河野退社後）。
なお、上記雑誌『VAN』は、戦後昭和21年（1946年）から昭和24年（1949年）まで刊行された同名のカストリ諷刺雑誌『VAN』（イヴニングスター社。なお、河野鷹思はこの雑誌の表紙等も担当している）とは、まったく別の雑誌である。